# Aidatrumpet
Aidatrumpet är en typ av fanfartrumpet, som i motsats till en vanlig trumpet inte har en böjd form utan är rak och lång. Den är konstruerad med en ventil (alternativt tre ventiler) för att kunna spela triumfmarschen i Giuseppe Verdis opera Aida.

## Källhänvisningar
1. ↑  "aidatrumpet". NE.se Läst 24 november 2014.